# Doug Williams (football américain)
Pour les articles homonymes, voir Williams et Doug Williams.
College Football Hall of Fame 2001
(en) Statistiques sur pro-football-reference
Douglas Lee Williams était un joueur américain de football américain né le 9 août 1955 à Zachary (Louisiane), évoluant au poste de quarterback. Il est le premier quarterback afro-américain à avoir remporté le Super Bowl, avec les Redskins de Washington en 1987, avant que Russell Wilson ne répète cet exploit en 2013 avec les Seahawks de Seattle.

## Palmarès
- Super Bowl XXII et Most Valuable Player du Superbowl